# Narbonne
Narbonne (okcitansko, pa tudi katalonsko in špansko: Narbona) je zgodovinsko mesto in občina v južni francoski regiji Okcitanija, podprefektura departmaja Aude. Leta 2019 je imelo mesto 55.000 prebivalcev.
Od Pariza je oddaljeno 849 km, približno 15 km je oddaljeno od obale Sredozemskega morja in je bil zgodovinsko uspešno pristanišče, vendar je v 14. stoletju zaradi spremembe toka reke Aude nazadovalo.

## Etimologija
Izvorno ime mesta Narbo je izgubljeno v antiki in morda se je sklicevalo na železnodobno gradišče blizu lokacije sedanjega naselja ali njegovih prebivalcev. Najstarejši znani zapis o tem območju je grški, Hekataja iz Mileta v 5. stoletju pred našim štetjem, ki ga je takrat označil za keltsko pristanišče in tržnico in prebivalce poimenoval Ναρβαῖοι. V starih napisih je ime včasih izpisano v latinščini in včasih prevedeno v ibersko kot Nedhena.

## Zgodovina
Na sedanji lokaciji so Narbonne v Galiji ustanovili Rimljani leta 118 pred našim štetjem, kot Colonia Narbo Martius, pogovorno Narbo. Stalo je ob Via Domitii, prvi rimski cesti v Galiji, ki je bila zgrajena ob ustanovitvi kolonije in je Italijo povezovala s Španijo. Mesto je bilo zgrajeno na zelo pomembnem križišču, to je tam, kjer se je Via Domitia povezala z Via Akvitanija, ki je vodila proti Atlantiku skozi Toloso (Toulouse) in Burdigalo (Bordeaux). Poleg tega ga je prečkala reka Aude. Preživeli člani Legio X Equestris Julija Cezarja so dobili zemljišča na območju, ki se danes imenuje Narbonne.
V političnem smislu je Narbonne dobil pomen kot tekmovalec Massalije (Marseille). Julij Cezar je tam naselil veterane svoje 10. legije in poskušal razviti pristanišče, medtem ko je Marseille podpiral Pompeja. Med dobrinami Narbonna je bil med Rimljani priljubljen rožmarinov cvetlični med.
Kasneje se je provinca Transalpinska Galija preimenovala po mestu v Gallia Narbonensis in postala njeno glavno mesto. Mesto s sedežem močne uprave je uživalo gospodarsko in arhitekturno širitev. V tem obdobju naj bi imelo mesto 30.000–50.000 prebivalcev,  morda celo 100.000.
Po podatkih Hidacija je mesto leta 462 Vizigotom izročil lokalni vojskovodja v zameno za podporo, s tem pa se je končala rimska vladavina. Kasneje je bila prestolnica vizigotske province Septimanija, edino ozemlje Galije, ki je branilo frankovski pritisk po bitki pri Vouilléu (507). Narbonne je bil 40 let, od 719 do 759, del Omajadskega kalifata. Guverner Omajadov Al-Sam je leta 719 zajel Narbonne od Vizigotov. Karolinški Pipin Mali je leta 759 osvojil Narbonne od Arabcev, nato pa je postal del karolinškega vikontstva Narbonne. Po navedbah krščanskih virov je pozval [ugledne] Jude iz Bagdadskega kalifata, da se naselijo v Narbonnu in ustanovijo velik judovski učni center za Zahodno Evropo. V 12. stoletju je dvor vikontese Ermengarde iz Narbonna (vladala od 1134 do 1192) predsedovala enemu od kulturnih središč, kjer se je razvil duh dvorne ljubezni.
V 11. in 12. stoletju je bila v Narbonnu pomembna judovska eksegetična šola, ki je imela ključno vlogo pri rasti in razvoju zarfatskega (Judeo-francoskega) in šuaditskega (Judo-provansalskega), izumrlega okcitanskega jezika. Judje so se v Narbonne naselili okoli 5. stoletja, s skupnostjo, ki je v 12. stoletju narasla na približno 2000 predstavnikov. V tem času je bil Narbonne pogosto omenjen vtalmudskih delih v povezavi z njihovimi učenjaki. Abraham Ibn Daud iz Toleda jim daje pomen, podoben babilonskim eksilarhom. V 12. in 13. stoletju je skupnost doživela vrsto vzponov in padcev, preden se je začelo daljše nazadovanje.

### Narbonne izgubi reko in pristanišče
Narbonne je v 14. stoletju iz različnih razlogov začel počasi nazadovati. Eden od njih je bil posledica spremembe toka reke Aude, kar je povzročilo težavo z dostopom z ladjami. Reka, poznana kot Atax v starih časih, je imela vedno dva glavna toka, ki sta se razlivala blizu Salellesa; en krak je šel proti jugu skozi Narbonne in nato do morja blizu masiva Clappe, drug pa proti vzhodu do etanga pri Vendresu blizu sedanjega izliva reke in vzhodno od mesta. Rimljani so izboljšali plovnost reke tako, da so zgradili jez v bližini Salellesa in tudi s kanal reke, ko je šla skozi svojo močvirno delto do morja (takrat je bil kanal znan kot Robine.) Leta 1320 je bila velika poplava in jez uničen. Reka Aude je imela dolgo zgodovino preliva svojih bregov. Ko je šlo za živahno pristanišče, je bila oddaljenost od obale približno 5 do 10 km, toda takrat je bil dostop do morja dovolj globok, da je omogočil zanesljivo komunikacijo med pristaniščem in mestom.
Spremembe dolge morske obale, ki so nastale zaradi zamuljevanja in niza graus ali odprtin, ki so se pojavljale med otoki, ki so sestavljali obalo (St. Martin; St. Lucie), so imeli resnejši vpliv kot spremembe v poteku reke. Drugi vzroki za upad sta bila kuga in napad Edvarda, Črnega princa, kar je povzročilo veliko opustošenje. Dejavnik je bila tudi rast drugih pristanišč.

## Geografija
Narbonne leži na jugu Francije ob obali Levjega zaliva med Montpellierom na severu in Perpignanom na jugu, na nadmorski višini približno 10 m. Skozenj poteka prekop Canale de la Robine, ki povezuje reko Aude s prekopom Canal du Midi preko priključnega kanala (Canal de Jonction). Najbližja večja mesta so Béziers (približno 35 km severovzhodno), Perpignan (približno 65 km južno) in Carcassonne (približno 60 km zahodno). Podnebje je toplo in precej deževno.
Občina s površino 172,96 km² zaseda prvo mesto v regiji.
Kmetijstvo in vinogradništvo v okolici ter trgovina sta ustvarila osnovo za razvoj mesta, ki je v prometnem smislu priročno umeščeno. Danes Narbonne predstavlja okvir za majhna industrijska podjetja in tudi za vse vrste trgovskih in storitvenih dejavnosti, ne nepomembno vlogo pa igra tudi turizem (Narbonne-Plage).

## Administracija
Narbonne je sedež treh kantonov:
- Kanton Narbonne-1, oblikovan iz dela Narbonna in občin Bizanet, Montredon-des-Corbières, Névian et Villedaigne (skupno leta 2014 24 958 prebivalcev).
- Kanton Narbonne-2, oblikovan iz dela Narbonna in občin Bages et Gruissan (leta 2014 skupno 19 785 prebivalcev).
- Le kanton de Narbonne-3, oblikovan dela Narbonna (18 637 prebivalcev leta 2014).

Narbonne je središče mestne širše aglomeracije Narbonne, ki je imela leta 2011 31 občin in 125.487 prebivalcev. Od leta 2010 je občini Narbonne vsako leto podeljena oznaka "Ville Internet @@@@@". .
Popis iz leta 2011 je prebivalstvo urbanega območja Narbonna ocenil na 151.209 prebivalcev
Narbonne spada v 2. okrožje Aude (okrožje Narbonne), katerega glavno mesto je, ki je leta 2009 imelo 151.209 prebivalcev.

## Znamenitosti
Narbonne je uvrščen na seznam francoskih umetnostno-zgodovinskih mest.

### Narbonnska stolnica
Narbonnska stolnica, posvečena svetnikoma Justu in Pastorju, ponuja močne dokaze o nenadni in dramatični spremembi sreče Narbonna, ko se na zadnji strani zgradbe opazi izjemno ambiciozen program gradnje, ki je zamrznjen v času, saj stolnica - še vedno ena najvišjih v Franciji — nikoli ni bila končana. Razlogov je veliko, najpomembnejši pa je, da bi dokončanje zahtevalo rušenje mestnega obzidja. 14. stoletje je prineslo tudi kugo in številne razloge za ohranitev obzidja.
Kljub temu je kor, stranske kapele, zakristija in dvorišče ostalo nedotaknjeno, stolnica, čeprav ni več sedež škofa ali nadškofa, ostaja glavno mesto čaščenja rimskokatoliškega prebivalstva mesta in je velika turistična zanimivost.

### Gradnja Canal de la Robine
Od 16. stoletja so prebivalci Narbonna, željni vzdrževanja povezave s pomembno trgovino, začeli delati na ostankih dostopa reke Aude do morja, da bi ostala plovna za vlečna plovila in bila tudi povezava z Kraljevim kanalom. Posledica tega velikega podviga je bila izgradnja prekopa Canal de la Robine, ki je bil preko Canal de Jonction leta 1776 končno povezan s Canal du Midi (takrat znan kot Kraljevi kanal). V 19. stoletju kanalski sistem na jugu Francija že konkuriral z rastočo železniško mrežo, vendar je zaradi cvetoče trgovine z vinom ohranil nekaj pomena.
Kljub padcu od rimskih časov je Narbonne uspel zadržati svoj življenjski, a omejen pomen kot trgovska pot, zlasti v novejših stoletjih.

### Drugo
- Palais des Archevêques, nadškofijska palača in njen donžon s pogledom na Narbonne
- Arheološki muzej (Musée Archeologique) v središču mesta (trenutno zaprt - november 2019, večina odsekov bo preseljena v nov muzej Narbo Via, ki naj bi ga odprli septembra 2020)
- Clos de la Lombarde - arheološko najdišče, ki predstavlja ostanke rimskih mestnih hiš, kopališč, delavnic od 1. st. pr. n. št. do 3. stoletja našega štetja in prve krščanske bazilike v Narbonnu (3./4. stoletje).
- Rimski Horreum, nekdanje skladišče žita, zgrajeno pod zemljo kot cryptoporticus
- Ostanki Via Domitia v središču mesta
- Halles, trg, ki deluje vsak dan. Najbolj obremenjena sta nedeljski in četrtkov dopoldne.
- Bližnji apnenčasti masiv, znan kot La Clape in plaža Narbonnska plaža.

## Šport
- V kraju domuje klub Racing Club de Narbonne Méditerannée, leta 1936 francoski državni prvak v ragbiju.

## Pobratena mesta
- Aosta (Dolina Aoste, Italija),
- Grosseto (Toskana, Italija),
- Salford (Anglija, Združeno kraljestvo),
- Weilheim in Oberbayern (Bavarska, Nemčija).